# アントン・アントーノフ＝オフセーエンコ

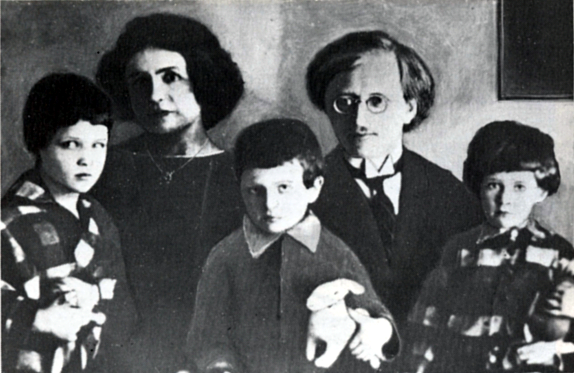
子供時代のアントン・ウラジーミロヴィチ・アントーノフ＝オフセーエンコ（中央）、チェコスロバキアのプラハにて、両親、姉妹と共に

アントン・ウラジーミロヴィチ・アントーノフ＝オフセーエンコ（ロシア語: Анто́н Влади́мирович Анто́нов-Овсе́енко, ラテン文字転写: Anton Vladimirovich Antonov-Ovseenko; 1920年2月23日、モスクワ、 RSFSR – 2013年7月9日、モスクワ、ロシア）はロシアの歴史家および作家 。スターリン主義の批判者として知られる。
1920年2月23日、10月革命中の冬宮殿に対する襲撃を指揮したことで有名なボリシェヴィキの軍指揮官ウラジーミル・アントーノフ＝オフセーエンコの息子として生まれた。 1935年にモスクワ州立教育大学歴史学科に入学。1938年にコムソモール及び大学から追放されたが、同年に再入学した。
両親は1938年に大粛清で処刑される。アントン自身も1940年に逮捕され、強制収容所において13年間過ごした。その後、父ウラジーミルの名誉回復を求めて活動し、スターリン批判後の1956年にウラジーミルの名誉は回復された。
その後は著作家として活動し、「アントン・ラキーチン」（Антон Ракитин）という筆名で執筆活動を行った。ラヴレンチー・ベリヤの伝記は有名であり、また他にも自伝など数冊の本を執筆している。1983年にアメリカ合衆国で発表したスターリン伝はソ連当局の不興を買い、1984年から1986年まで国外追放された。
また、アントーノフ＝オフセーエンコは2001年8月にモスクワ州より建物を提供され、グラーグに関する州立博物館を運営した。
2013年にモスクワで死去し、ノヴォデヴィチ墓地に埋葬された。
同名の息子アントン・アントノヴィチ・アントーノフ＝オフセーエンコ（1962年生）はジャーナリストとなった。

## 著作
- The Time of Stalin: Portrait of a Tyranny, Harper & Row, 1981, ISBN 0-06-010148-2 (reprinted 1983)
- Theater of Joseph Stalin Moscow. "Grėgori-Pėĭdzh", 1995. ISBN 5-900493-15-6
- Enemy of the people, Moscow. Intellekt, 1996. Russian text online
- Beria Moscow, ACT, 1999, ISBN 5-237-03178-1 (ロシア語) (PDF of the 2007 edition online)
- Naprasnyi podvig? (Vain feat?) Moscow: ACT, 2003. ISBN 5-17-017525-6 (ロシア語)